# Јужно кинеско море
Јужно кинеско море (кин: 南海 / Nán Hǎi — „јужно море”; виј. Biển Đông — „источно море”; фил. Dagat Kanlurang Pilipinas — „западно филипинско море”) је део Кинеског мора и ивично море Тихог океана у Азији. Његов део су Тајландски залив и Тонкиншки залив. Површина Јужног кинеског мора је 3.447.000 km², а највећа дубина му је 5.239 m. Ово море налази се између Кине, Индокинеског и Малајског архипелага, као и острва Формозе (данашњи Тајван), Лузона, Палавана и Борнеа. Уз обале Јужног кинеског мора налазе се Народна Република Кина, Република Кина (Тајван), Филипини, Малезија, Брунеј, Индонезија, Сингапур, Тајланд, Камбоџа и Вијетнам. Главна лука на западној обали је Хонгконг, а на источној обали Манила на Филипинима.
Око ове две групе острва воде се територијални спорови између неких држава које су на обалама мора. Разлог спорова је положај острва уз главни пловни пут за снабдевање источне Азије. Подручја су богата рибом, а поред тога претпоставља се да су на том подручју богата налазишта нафте и земног гаса.
Температура површинског слоја воде у фебруару је 15 °C на северу, односно 28 °C на југу; у августу 27 °C — 28 °C. Салинитет износи 31 ‰ — 34 ‰. Амлитуда морских мена највећа је на обали Вијетнама од 3,9 m. Морске струје, њихова брзина и смер зависе од монсуна.
Јужно кинеско море је регион од огромног економског и геостратешког значаја. Једна трећина светског поморског бродарства пролази кроз њега, преносећи трговинску размену вредну преко 3 билиона долара сваке године. Верује се да огромне резерве нафте и природног гаса леже испод његовог дна. Такође садржи уносене риболовне просторе, који су кључни за прехрамбену сигурност милиона људи у југоисточној Азији.

## Трговачка рута
Јужно кинеско море је изузетно значајно водено тело у геополитичком смислу. Ово море је историјски било важан трговачки пут између Кине, југоисточне Азије, и до Индије и запада. Бројне олупине трговачких бродова који леже на дну океана сведоче о трговини која сеже вековима уназад. Девет историјских трговачких бродова који су превозили керамику из 10. века до 19. века ископано је под шведским инжењером Стеном Сјострандом.
Данас је то други најкоришћенији морски пут у свету, док у погледу светске годишње тонаже трговачке флоте, преко 50% пролази кроз Малачки, Сундски и Ломбочки мореуз. Преко 1,6 милиона м³ (10 милиона барела) сирове нафте дневно се отпрема кроз Малачки мореуз, где се редовно јављају извештаји о пиратству, мада су они много ређи него пре средине 20. века.

## Природни ресурси
Ова регион има доказане резерве нафте од око 1,2 км³ (7,7 милијарди барела), са проценом од 4,5 км³ (28 милијарди барела) укупно. Резерве природног гаса се процењују на укупно око 7.500 км³ (266 билиона кубних стопа). Извештај америчке Управе за енергетске информације из 2013. повећао је укупне процењене резерве нафте на 11 милијарди барела. Кина је 2014. почела да буши нафту у водама спорним са Вијетнамом. Подручје у питању је познато као Вангард Банк, за које вијетнамски званичници тврде да се налази у ексклузивној економској зони њихове земље од 200 миља. Кина, међутим, оспорава ову чињеницу.
Према студијама Министарства за животну средину и природне ресурсе Филипина, ово водно тело садржи једну трећину целокупног светског морског биодиверзитета, што га чини веома важним подручјем за екосистем. Међутим, рибљи фондови у овој области су исцрпљени, и земље користе забране риболова као средство за потврђивање својих права на суверенитет.
Рибарске флоте из Вијетнама и Филипина су продрле у морске воде Индонезије, што је довело до тога да су индонежанске власти заплениле и потопиле поменуте бродове.
Кина је у мају 2017. објавила напредак у ископавању метанских клатрата, када су произвели метан из хидрата у Јужном кинеском мору.